# لیریدونا سیلا
لیریدونا سیلا (انگلیسی: Liridona Syla؛ زادهٔ ۵ فوریهٔ ۱۹۸۶) بازیکن فوتبال اهل کوزوو است.
وی همچنین در تیم ملی فوتبال Kosovo بازی کرده‌است.